# Нагарэ-дзукури
Нагарэ-дзукури (яп. 流造り, «текущий стиль») — архитектурный стиль синтоистских храмов в Японии. Для этого стиля характерны асимметричные двускатные крыши, их передний скат намного длиннее заднего. Он выдаётся вперёд, образуя портик. Конёк крыши параллелен входу. Нагарэ-дзукури — самый распространённый архитектурный стиль японских храмов. Примером этого стиля может служить Симогамо-дзиндзя в Киото. Похожий стиль, в котором длинные скаты расходятся в обе стороны, называется рё-нагарэ-дзукури (яп. 両流造, двойной нагарэ-дзукури).
Центральная часть храма называется моя (яп. 母屋), а портик или образовавшаяся впереди веранда — хисаси (яп. 廂・庇). Длина конька крыши составляет от 1 до 11 кэн, обычно 1 или 3. Постройки в этом стиле классифицируют по количеству пролётов между столбами со стороны входа.
Древнейший сохранившийся храм в этом стиле — Удзигами-дзиндзя в Удзи, построенный в XI или XII веке.